# Franklandia
Franklandia es un género de árboles de la familia Proteaceae. Es endémico de  Madagascar. 

## Taxonomía
Franklandia fue descrito por Robert Brown y publicado en Trans. Linn. Soc. London 10: 157. 1810. La especie tipo es: Franklandia fucifolia R. Br. 

## Especies aceptadas
A continuación se brinda un listado de las especies del género Franklandia aceptadas hasta abril de 2012, ordenadas alfabéticamente. Para cada una se indica el nombre binomial seguido del autor, abreviado según las convenciones y usos.
- Franklandia fucifolia R.Br.
- Franklandia triaristata Benth.